# پیر محمد (زاهدان)
پیر محمد، روستایی از توابع بخش کلیایی شهرستان سنقرو کلیایی در استان کرمانشاه ایران است.

## جمعیت
این روستا در دهستان کلیایی قرار دارد و براساس سرشماری مرکز آمار ایران در سال ۱۳۹۵، جمعیت آن ۶۰ نفر بوده‌است.